# Strawbs Live in Tokyo 75
Strawbs Live in Tokyo 75 is een concertregistratie van de Britse band Strawbs. Het is opgenomen in een televisiestudio, met publiek, tijdens een tournee door Japan. De geluid/beeldkwaliteit is zoals te verwachten van 30-jaar oud.

## Musici
- Dave Cousins – zang, gitaar
- Dave Lambert – zang, gitaar
- Chas Cronk – basgitaar
- John Hawken – toetsen
- Rod Coombes – slagwerk.

## Composities
1. Lemon pie
2. Remembering
3. You and I (when we were young)
4. New world
5. The life auction (Impressions of Southall from the train / The life auction)
6. Drumsolo
7. Hero and heroine
8. Just love
9. Down by the sea

De Dvd wordt aangevuld met de videoversie van Grave New World.